# FIS Worldloppet Cup
FIS Worldloppet Cup (do 2015 FIS Marathon Cup) - rozgrywany corocznie od sezonu 1999/2000 do sezonu 2019 cykl zawodów w długodystansowych biegach narciarskich. Organizowany był przez Worldloppet (Światową Federację Biegów Długodystansowych) oraz FIS (Międzynarodową Federację Narciarską). Biegi wchodzące w skład programu FIS Marathon Cup musiały mieć długość przynajmniej 42 km, część rozgrywana była techniką klasyczną, a część dowolną.
Na spotkaniu delegatów FIS w Isafjordur na Islandii w czerwcu 2019 roku postanowiono zakończyć organizowanie cyklu.

## Punktacja
Zawody punktowane są według tych samych zasad co w Pucharze Świata w biegach narciarskich. Oznacza to, iż punkty zdobywa czołowa trzydziestka zawodników, przy czym zwycięzca otrzymuje ich 100. 
| miejsce | 1   | 2  | 3  | 4  | 5  | 6  | 7  | 8  | 9  | 10 | 11 | 12 | 13 | 14 | 15 | 16 | 17 | 18 | 19 | 20 | 21 | 22 | 23 | 24 | 25 | 26 | 27 | 28 | 29 | 30 |
| punkty  | 100 | 80 | 60 | 50 | 45 | 40 | 36 | 32 | 29 | 26 | 24 | 22 | 20 | 18 | 16 | 15 | 14 | 13 | 12 | 11 | 10 | 9  | 8  | 7  | 6  | 5  | 4  | 3  | 2  | 1  |

## Klasyfikacje końcowe

### Kobiety
| Sezon     | 1. miejsce           | 2. miejsce                    | 3. miejsce           |
| --------- | -------------------- | ----------------------------- | -------------------- |
| 1999/2000 | Swietłana Nagiejkina | Maria Theurl                  | Monica Johansson     |
| 2000/2001 | Antonina Ordina      | Irina Składniewa              | Nadieżda Slesariewa  |
| 2001/2002 | Antonina Ordina      | Elin Nilsen                   | Natalja Aleksiejewa  |
| 2002/2003 | Lara Peyrot          | Swietłana Frizen              | Monica Lăzăruț       |
| 2003/2004 | Cristina Paluselli   | Lara Peyrot                   | Sofia Lind           |
| 2004/2005 | Cristina Paluselli   | Lara Peyrot                   | Sofia Lind           |
| 2005/2006 | Cristina Paluselli   | Anna Santer                   | Lara Peyrot          |
| 2006/2007 | Elin Ek              | Lara Peyrot                   | Jenny Hansson        |
| 2007/2008 | Tatjana Jambajewa    | Jenny Hansson                 | Elin Ek              |
| 2008/2009 | Jenny Hansson        | Sandra Hansson Hilde Pedersen |                      |
| 2009/2010 | Jenny Hansson        | Susanne Nyström               | Sandra Hansson       |
| 2010/2011 | Sandra Hansson       | Susanne Nyström               | Seraina Boner        |
| 2011/2012 | Stephanie Santer     | Seraina Boner                 | Jenny Hansson        |
| 2012/2013 | Tatjana Mannima      | Seraina Boner                 | Antonella Confortola |
| 2013/2014 | Riitta-Liisa Roponen | Antonella Confortola          | Seraina Boner        |
| 2014/2015 | Tatjana Mannima      | Aurélie Dabudyk               | Holly Brooks         |
| 2016      | Aurélie Dabudyk      | Elisa Brocard                 | Klára Moravcová      |
| 2017      | Aurélie Dabudyk      | Maria Gräfnings               | Rahel Imoberdorf     |
| 2018      | Aurélie Dabudyk      | Maria Gräfnings               | Rahel Imoberdorf     |
| 2019      | Maria Gräfnings      | Tatjana Mannima               | Klára Moravcová      |

### Mężczyźni
| Sezon     | 1. miejsce             | 2. miejsce                   | 3. miejsce          |
| --------- | ---------------------- | ---------------------------- | ------------------- |
| 1999/2000 | Raul Olle              | Staffan Larsson              | Stanislav Řezáč     |
| 2000/2001 | Gianantonio Zanetel    | Stéphane Passeron            | Raul Olle           |
| 2001/2002 | Maurizio Pozzi         | Roberto De Zolt              | Gianantonio Zanetel |
| 2002/2003 | Jørgen Aukland         | Stanislav Řezáč              | Gianantonio Zanetel |
| 2003/2004 | Gianantonio Zanetel    | Silvio Fauner                | Stanislav Řezáč     |
| 2004/2005 | Stanislav Řezáč        | Marco Cattaneo               | Gianantonio Zanetel |
| 2005/2006 | Marco Cattaneo         | Pierluigi Costantin          | Roberto De Zolt     |
| 2006/2007 | Jerry Ahrlin           | Jørgen Aukland               | Stanislav Řezáč     |
| 2007/2008 | Anders Aukland         | Jerry Ahrlin                 | Marco Cattaneo      |
| 2008/2009 | Marco Cattaneo         | Jerry Ahrlin                 | Stanislav Řezáč     |
| 2009/2010 | Fabio Santus           | Oskar Svärd                  | Marco Cattaneo      |
| 2010/2011 | Jerry Ahrlin           | Fabio Santus                 | Stanislav Řezáč     |
| 2011/2012 | Stanislav Řezáč        | Anders Aukland               | Jörgen Brink        |
| 2012/2013 | Sergio Bonaldi         | Benoît Chauvet               | Anders Aukland      |
| 2013/2014 | Tom Reichelt           | Benoît Chauvet Martin Koukal |                     |
| 2014/2015 | Petr Novák             | Benoît Chauvet               | Toni Livers         |
| 2016      | Toni Livers            | Bastien Poirrier             | Candide Pralong     |
| 2017      | Candide Pralong        | Ivan Perrillat Boiteux       | Toni Livers         |
| 2018      | Ivan Perrillat Boiteux | Gerard Agnellet              | Loic Guigonnet      |
| 2019      | Damien Tarantola       | Gerard Agnellet              | Loic Guigonnet      |